# Hypsugo dolichodon
Hypsugo dolichodon és una espècie de ratpenat de la família dels vespertiliònids. Viu al sud de Laos i del Vietnam. És un ratpenat de petites dimensions, amb els avantbraços de 35,2–38,4 mm i els peus de 5,9–7 mm. S'alimenta d'insectes. Com que fou descoberta fa poc, l'estat de conservació d'aquesta espècie encara no ha estat avaluat formalment.